# Kulturhaus

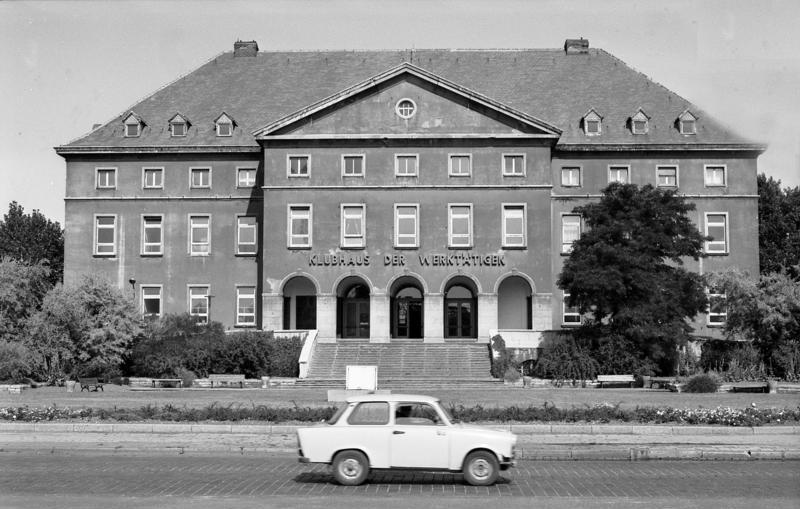
Kulturhaus Leuna, erbaut 1926–27 als Gesellschaftshaus der BASF, wiederaufgebaut 1946 als Klubhaus der Werktätigen

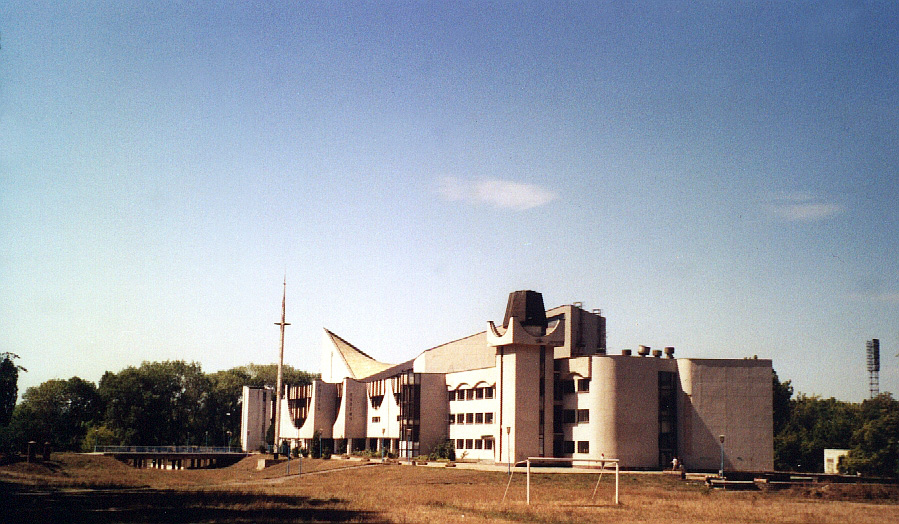
Kulturhaus in Uschhorod, Foto von 2003, Baujahr 1981 in der UdSSR

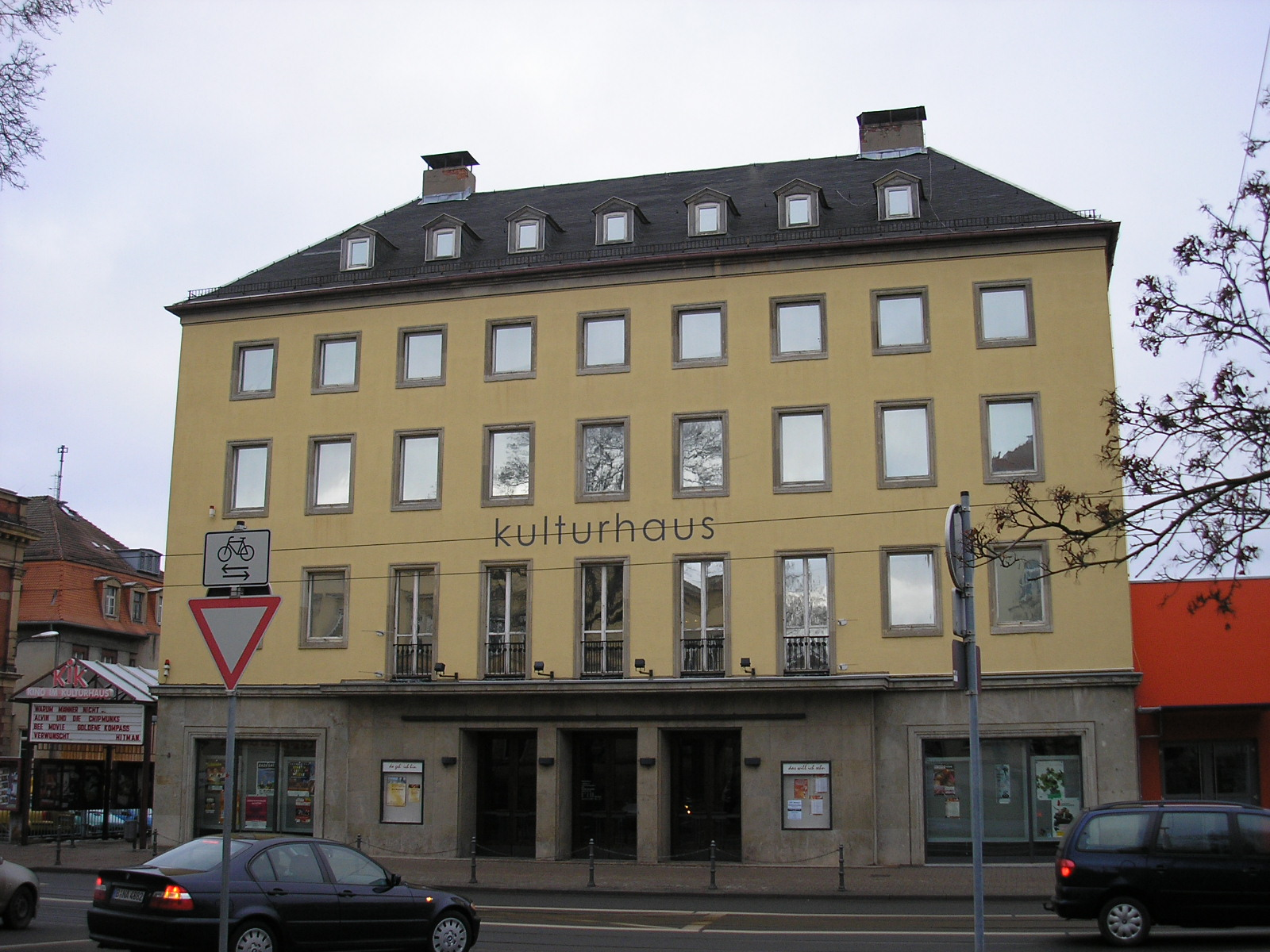
Kulturhaus Gotha (Foto: 2007)

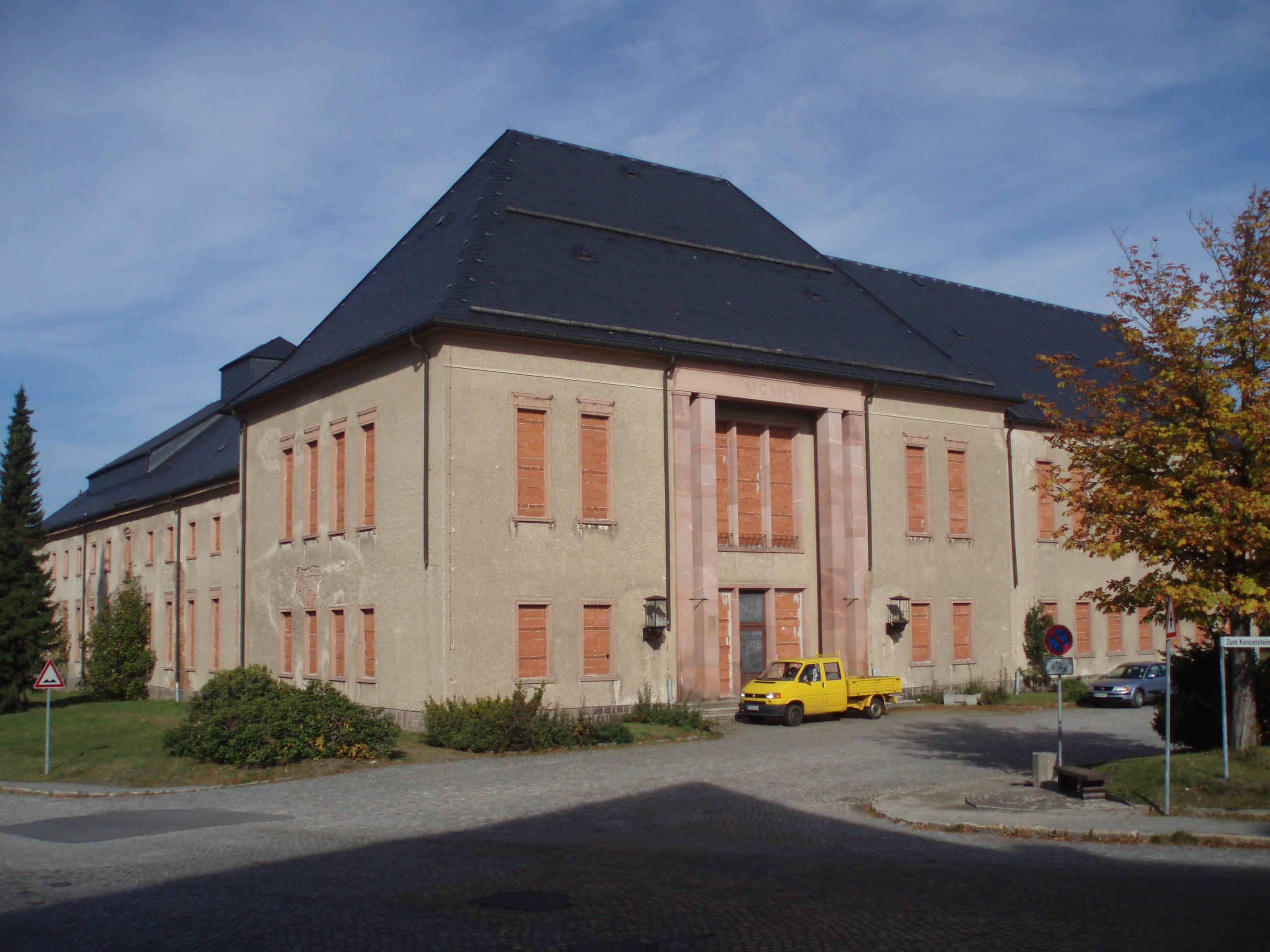
Kulturhaus „Karl Marx“ in Johanngeorgenstadt (1956 eröffnet, 2010 abgerissen) (Foto: 2006)

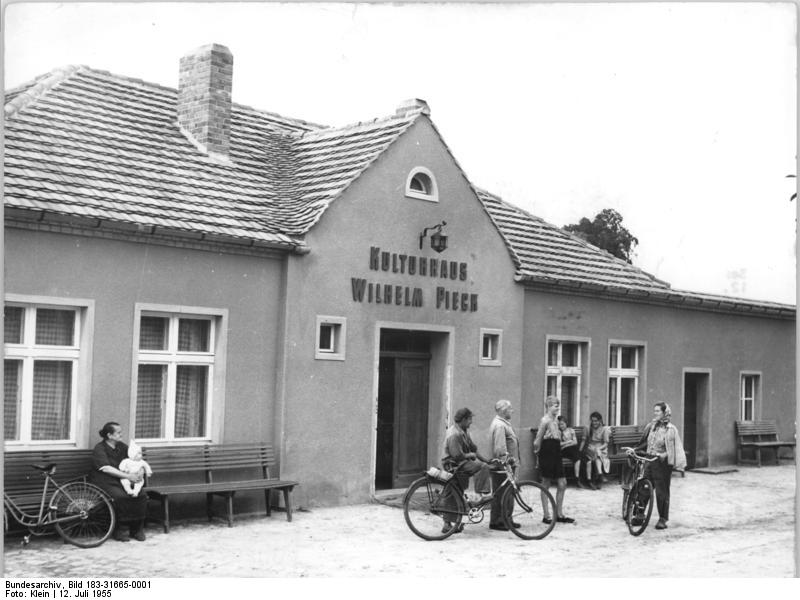
Kulturhaus im brandenburgischen Hohendorf, Kreis Luckau am 12. Juli 1955

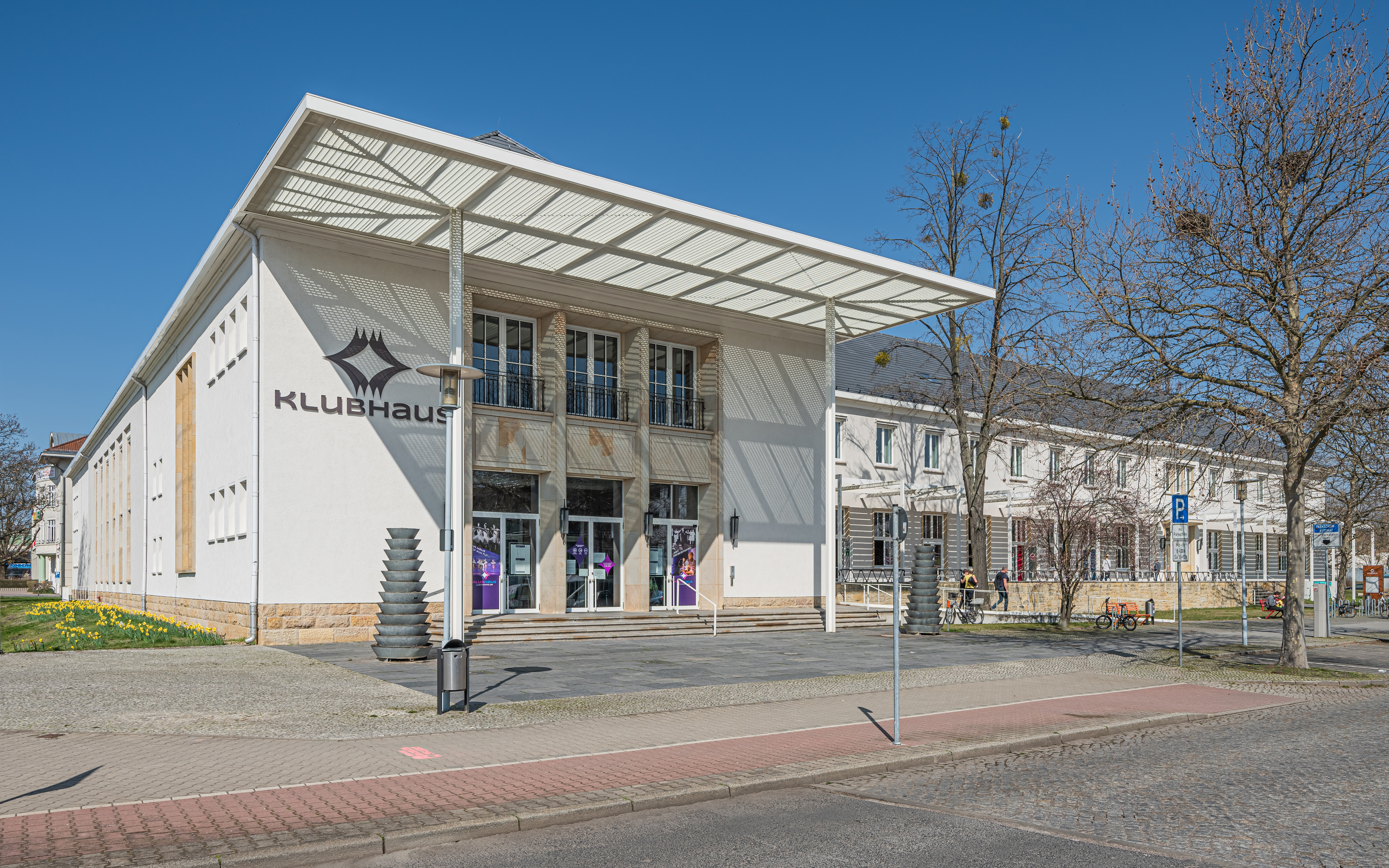
Kulturhaus in Ludwigsfelde, eröffnet 1959 (Foto: 2021)

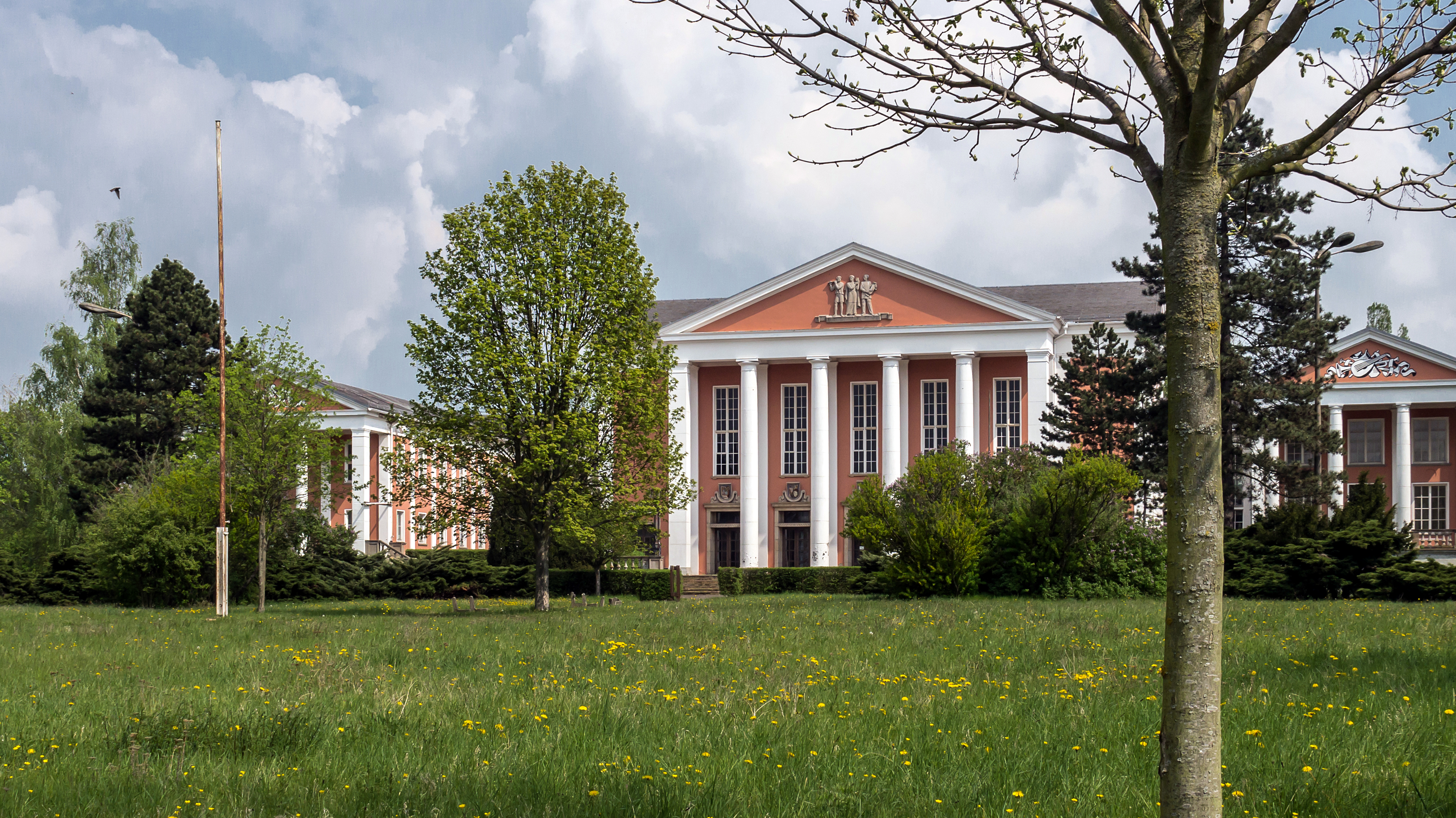
Kulturpalast in Unterwellenborn (Foto: 2014)

Mit Kulturhaus werden in vielen Orten und Städten Deutschlands kulturelle Zentren bezeichnet, die sich einer Vielzahl kultureller Aktivitäten (Ausstellungen, Theater-, Kabarett- und Musikabende, Vortragsreihen) widmen. Sie stehen meist unter kommunaler Trägerschaft und werden öffentlich gefördert. Der Begriff wurde hauptsächlich in der DDR benutzt, während in der Bundesrepublik für ähnliche Funktionsgebäude die Begriffe Dorfgemeinschaftshaus, Gemeindezentrum oder Bürgerhaus benutzt wurden. Vorläufer des Kulturhauses in Deutschland sind die seit Ende des 19. Jahrhunderts in der Arbeiterbewegung entstandenen Volkshäuser. Ein frühes Kulturhaus war das bereits 1927 errichtete und nach dem Krieg neu erbaute Kulturhaus Wolfen.

## Kulturhäuser in sozialistischen Staaten
Kulturhaus hieß in sozialistischen Staaten eine Einrichtung für kulturelle Zwecke, in der Ausstellungen, Treffen, Vorträge, Konzerte, Diskos, Musikunterricht, Empfänge stattfanden und in der sich kulturelle oder sportliche „Zirkel“ und Gruppen (Zeichenzirkel, Schreibzirkel usw.) betätigen konnten.
In fast jeder Stadt und in vielen Dörfern errichteten und finanzierten der Staat oder örtliche Großbetriebe ein Kulturhaus oder stellten die Räumlichkeiten kostenlos zur Verfügung. Sie waren neben den Theatern, Kinos, Kirchen, Pionierhäusern und Sportanlagen ein wichtiger Teil der Alltagskultur in allen sozialistischen Staaten und vor allem in kleineren Städten und Dörfern zumeist das Zentrum des Stadt- und Dorflebens. Das erste Kulturhaus der Sowjetischen Besatzungszone war das 1948 im sächsischen Radeberg eröffnete Kulturhaus „Maxim Gorki“. In der DDR trugen die etwa 2000 Kulturhäuser oftmals einen Beinamen zu Ehren eines sozialistischen Vorbilds (z. B. „Kulturhaus Clara Zetkin“, „Ernst Thälmann“, „Maxim Gorki“). Größe und Architektur der Kulturhäuser variieren von eher unscheinbaren Mehrzweckhallen bis hin zu repräsentativen Großbauten, in der Regel als Kulturpalast bezeichnet. Der Kulturpalast „Johannes R. Becher“ des ehemaligen VEB Maxhütte in der thüringischen Gemeinde Unterwellenborn steht mit Säulenportikus, aufwändigen Foyers und großen Theatersälen für die erste Generation von Kulturhäusern in der DDR. Der gesamte Komplex umfasst einen Theatersaal mit 800 Plätzen (ebenso viele wie im 2003 errichteten Theater der Landeshauptstadt Erfurt), einen „Musiksalon“ mit 200 Plätzen, einen Tanz-Probensaal, Vortragsräume, eine Bücherei, mehrere Sitzungssäle und zwei Restaurants. Dazu unterhielt das Betriebsfilmstudio der Maxhütte im Kulturpalast eigene Schneide- und Tontechnikräume sowie ein kleines Fotolabor.
In der DDR wurden Kulturhäuser in allen jeweils propagierten Architekturstilen geschaffen, vom Sozialistischen Klassizismus der 1950er Jahre bis hin zur internationalen Moderne der späten DDR-Bauten. Ländliche Kulturhäuser waren in den Anfangsjahren der DDR oft noch vom Heimatstil der 1930er Jahre beeinflusst. Nur vereinzelt finden sich in den 1950er Jahren Beispiele der klassischen Moderne, so etwa das im Bauhausstil errichtete Kulturhaus in Trebus von 1951 (heute „Gaststätte Seeblick“).
Auch in den heutigen sozialistischen Staaten wie der Volksrepublik China, Kuba, Nordkorea und einigen postsowjetischen Ländern wie Belarus heißen Häuser mit dieser Zielrichtung Kulturhaus.

## Kulturhäuser in den neuen Bundesländern
In den ehemals sozialistischen Staaten wurde die Bezeichnung Kulturhaus für vorhandene Gebäude weitgehend beibehalten, wie auch in vielen Orten der ehemaligen DDR. Aufgrund der nach 1990 von der Bundesregierung gekappten Finanzierung wurden in den neuen Bundesländern viele Kulturhäuser geschlossen. Sie wurden verkauft, als Restaurant, Diskothek oder Möbelhaus umgenutzt oder verfielen. Als Beispiel ist das 1956 errichtete Kulturhaus „Karl Marx“ in Johanngeorgenstadt zu nennen, dessen Dach nach 1990 aus öffentlichen Mitteln aufwendig erneuert wurde, das dann jedoch geschlossen und 2010 abgerissen wurde. Ähnliches droht dem 1954 eröffneten Kulturpalast Unterwellenborn, der als Archetyp unter den rund 2000 Kulturhäusern der DDR gilt.
Kulturhäuser, die den Sprung zu akzeptierten Kunststätten oder Freizeitzentren geschafft haben oder anderer Nutzung zugeführt wurden, sind das Kulturhaus der Stadt Aue, das der gleichen Gemeinde zugehörige Kulturhaus Bad Schlema, das Kulturhaus Ludwigsfelde, das Kulturhaus Freital, das Haus der Kultur und Bildung in Neubrandenburg, das Haus Schwärzetal in Eberswalde, bzw. das 1928 errichtete cCe Kulturhaus Leuna.